# Mats Pannewig
Mats Henry Pannewig (* 28. Oktober 2004 in Hamm) ist ein deutscher Fußballspieler.

## Werdegang
Der Mittelfeldspieler begann seine Karriere im Alter von sechs Jahren beim Amateurverein Hammer SC 2008 und wechselte drei Jahre später zum Stadtrivalen Westfalia Rhynern. Als Elfjähriger wechselte Pannewig in die Jugendabteilung des FC Schalke 04 und spielte dort in der B-Junioren-Bundesliga. Im Jahre 2021 wechselte er in die A-Jugend des VfL Bochum und spielte in der A-Junioren-Bundesliga. Für die Rückrunde der Saison 2023/24 wurde Pannewig an den Regionalligisten SC Wiedenbrück verliehen, wo er in elf Spielen fünf Tore erzielte. Im Sommer 2024 kehrte er nach Bochum zurück, wo er in den Kader der Bundesligamannschaft aufrückte. Am 24. August 2024 absolvierte Pannewig sein erstes Bundesligaspiel, als er bei der 0:1-Niederlage seiner Mannschaft bei RB Leipzig in der 71. Minute für Anthony Losilla eingewechselt wurde.